# Harpendyreus ruandensis
Harpendyreus ruandensis är en fjärilsart som beskrevs av James John Joicey och Talbot 1924. Harpendyreus ruandensis ingår i släktet Harpendyreus och familjen juvelvingar. Inga underarter finns listade i Catalogue of Life.